# Epipocus rufitarsis
Epipocus rufitarsis es una especie de coleóptero de la familia Endomychidae.

## Distribución geográfica
Habita en México y Guatemala.